# Heemskerkerduin
Heemskerkerduin is een buurtschap in de gemeente Heemskerk, in de Nederlandse provincie Noord-Holland. Het ligt in het landelijk gebied tussen de bebouwde kom van Heemskerk en de duinen. Het telde in 2007 900 inwoners.